# 妆脸蜂鸟属
妆脸蜂鸟属（学名：Augastes）为蜂鸟科的一个属。

## 下属物种
本属包括以下物种：
- 妆脸蜂鸟 Augastes lumachella (R.Lesson, 1839)
- 紫蓝妆脸蜂鸟 Augastes scutatus (Temminck, 1824)